# Kevin McHale (basketballspiller)
 Der er flere personer med dette navn, se Kevin McHale.
Kevin Edward McHale (født 9. december 1957) er en amerikansk tidligere professionel basketballspiller, træner og analytiker. Han spillede hele sin spillerkarriere hos Boston Celtics, hvor han var med til at vinde tre mesterskaber. Han anses som en af de bedste power forwards nogensinde.

## Professionelle karriere
McHale blev draftet af Boston Celtics med det tredje valg i 1980 draften, og blev med det samme del af en af ligaens bedste hold sammen med spillere som Larry Bird og Robert Parish. McHale startede på bænken, men spillede dog stadig en vigtig rolle i, at Celtics nåede hele vejen til finalen, hvor de slog Houston Rockets. Han fortsatte i rollen som sjette mand, altså den første mand som starter på bænken, hvilke var en rolle, hvor han havde succes, og i 1983-84 og 1984-85 sæsonerne vandt han Sixth Man of the Year prisen.
I 1983-84 sæsonen vendte Celtics endelig tilbage til finalerne, hvor at de mødte Los Angeles Lakers. I løbet af den fjerde kamp lavede McHale en grov fejl på Lakers' Kurt Rambis, som startede en mindre slåskamp. Det viste sig dog til at være til Celtics' fordel, da de vendte kampen i minutterne herefter. Finaleserien endte med, at Celtics sejrede i den syvende og afgørende kamp på hjemmebane, og McHale vandt hermed sit andet mesterskab.
McHale indtog i 1985-86 sæsonen for første gang pladsen som startende spiller efter ankomsten af Bill Walton, som overtog rollen som sjette mand. Celtics havde en historisk god sæson, som resulterede i, at de vandt deres tredje mesterskab i Bird-McHale årene.
McHale var i de kommende sæsoner etableret som en af de bedste offensive spillere i ligaen, og hans evner til at udmanøvrere forsvarsspillere vandt ham kælenavnet 'torturkammeret'. Hans bedste individuelle sæson var 1986-87 sæsonen, og han sluttede her på fjerdepladsen i Most Valuable Player afstemningen.
Det aldrende Celtics hold begyndte ved slutningen af 1980'erne at døje med skadesproblemer, og også McHale var ramt af gentagende ankelskader. Ved udgangen af 1992-93 sæsonen stoppede McHale spillerkarrieren.

## Træner- og bestyrelseskarriere

### Minnesota Timberwolves
McHale blev i 1994 del af Minnesota Timberwolves' bestyrelse, og i 1995 blev han forfremmet til sportschef. Han draftede her Kevin Garnett, dog det aldrig lykkedes at komme længere end den første runde i slutspillet med Garnett.
McHale overtog i februar 2005 rollen som holdets træner efter at have fyret Flip Saunders. Det var dog kun til sæsonens udgang. I december 2008 var situationen nogenlunde den samme, da McHale overtog efter fyring af træner Randy Wittman. Han fortsatte i denne rolle frem til juni 2009, hvor han forlod Timberwolves efter at have været ansat af holdet over 16 år.

### Houston Rockets
McHale blev i juni 2011 hyret som træner for Houston Rockets. Hans bedste resultat var, at lede dem til konferencefinalerne i 2015, men blev fyret i november af 2015 efter en dårlig start på 2015-16 sæsonen.